# スキャンダル (テレサ・テンの曲)
「スキャンダル」は、1986年11月21日に発売されたテレサ・テンのシングル。発売元はトーラスレコード（のちに解散。現在はユニバーサルミュージックから発売）。

## 収録曲
（全作詞：荒木とよひさ、作曲：三木たかし）
1. スキャンダル
編曲：佐孝康夫
2. 傷心
編曲：芳野藤丸

## カバー
スキャンダル
- 由紀さおり（カバーアルバム『あなたと共に生きてゆく〜由紀さおり テレサ・テンを歌う〜』（2016年7月27日発売）に収録）[1]
- 刘秋仪(マレーシア出身の歌手。)